# ودرنیکا
ودرنیکا (به لاتین: Vedernika) یک روستا در استونی است که در دهستان وارسکا واقع شده‌است.